# Запис храст пали (Шиљаковац) СП43 Три храста лужњака
Запис храст пали (Шиљаковац) СП43 Три храста лужњака се налази на парцели чији је власник ПКБ Болеч.

## Локација
| Општина             | Барајево                                                         |
| Катастарска општина | Шиљаковац                                                        |
| Потес               | Гробљанска                                                       |
| Координате          | 44° 33′ 40″ С; 20° 20′ 23″ И / 44.561199999999999° С; 20.3398° И |
| Надморска висина    | 122m                                                             |

## Карактеристике
Дендрометријске вредности утврђене на терену и сателитским снимцима:
| Стабло                     | Липа |
| Висина стабла              | m    |
| Обим дебла                 | m    |
| Пречник крошње             | 29m  |
| Пречник дебла              | m    |
| Висина дебла до прве гране | m    |

## База записа
Запис је у оквиру Викимедија пројекта "Запис - Свето дрво" заведен под редним бројем 1074.